# Загоровский, Александр Иванович
Александр Иванович Загоровский (1850 — после 1910) — русский юрист.

## Биография
Родился в 1850 году в Киевской губернии. Учился в Радомысльском уездном дворянском училище и в Житомирской гимназии (вып. 1867). В 1871 году окончил киевский Университет Святого Владимира, подготовив под руководством А. Ф. Кистяковского кандидатскую диссертацию по уголовному праву «История пытки в России». В следующем году по инициативе декана юридического факультета Незабитовского был определён университетским стипендиатом для приготовления к профессорскому званию по кафедре гражданского права.
В 1875 году защитил на юридическом факультете Киевского университета диссертацию на тему «Исторический очерк займа по русскому праву до конца XIII-го столетия» и после прочтения пробных лекций «Гражданский брак» и «Об экспроприации» получил звание приват-доцента по гражданскому праву. В мае 1876 года был на два года командирован за границу; слушал лекции в Гейдельберге (у Карловы), Лейпциге (у Виндшейда, Вехтера и Ваха) и Париже (у Дюверже и Лаббе) и готовил магистерскую диссертацию, которую защитил по возвращении, в 1878 году в Киевском университете.
Получив степень магистра гражданского права в 1878/1879 учебном году в качестве приват-доцента преподавал в Киевском университете; в 1879/1880 учебном году в качестве доцента преподавал торговое право в ярославском Демидовском юридическом лицее.
В 1880 году перешёл на кафедру гражданского права юридического факультета Харьковского университета, где начал подготовку докторской диссертации, защитив которую в 1884 году, получил степень доктора гражданского права и был избран экстраординарным профессором.Академия наук отметила его сочинение Уваровской премией. В 1886 году был назначен ординарным профессором гражданского права. Ему приходилось также читать лекции по вакантной кафедре торгового права. Одновременно, в 1884 году он приобрёл, доступное для профессоров, звание помощника присяжного поверенного; оказывал услуги юрисконсульта, содействуя министерству народного просвещения в его судебных делах.
В 1892 году перешёл в Новороссийский университет.
Умер после 1910 года. Был похоронен на 1-м Христианском кладбище Одессы.
Его главные сочинения: магистерская диссертация «Незаконнорождённые по саксонскому и французскому кодексам в связи с принципиальным решением вопроса о незаконнорождённых вообще» и докторская диссертация «О разводе по русскому праву» (1884). Эти работы, не лишённые методологических и фактических ошибок (обстоятельно разобранных критикой — отзыв профессора Суворова в 29-м «Отчёте о присуждении наград гр. Уварова»), тем не менее, обратили на себя внимание русских юристов как первое сколько-нибудь серьёзное научное обсуждение давно назревших вопросов российского права, решение которых в действовавшем в то время законодательстве было крайне несовершенно. Загоровский написал также ряд журнальных статей по вопросам гражданского права и книги: «Исторический очерк займа по русскому праву» (1875) и «Очерки гражданского судопроизводства в новых административно-судебных и судебных учреждениях» (Одесса, 1892).